# Symmetrodes plana
Symmetrodes plana är en fjärilsart som beskrevs av Jean Baptiste Boisduval 1832. Symmetrodes plana ingår i släktet Symmetrodes och familjen björnspinnare. Inga underarter finns listade i Catalogue of Life.